# Arctosa springiosa
Arctosa springiosa là một loài nhện trong họ Lycosidae.
Loài này thuộc chi Arctosa. Arctosa springiosa được Chang-Min Yin et al miêu tả năm 1993..